# Дмитриевское городище
Дми́триевское городи́ще — археологический комплекс салтово-маяцкой культуры, состоящий из крепости, селищ и могильника. Городище расположено на правом берегу реки Короча вблизи современных сёл Дмитриевка и Доброе Шебекинского района Белгородской области.
Городище было известно ещё с 70-х годов XIX века, однако первые археологические работы на памятнике провёл И. И. Ляпушкин в 1951 году. С 1957 по 1973 год комплекс памятников исследовался экспедицией Института археологии АН СССР под руководством С. А. Плетнёвой.

## Описание
Дмитриевский комплекс  исследовался под руководством С. А. Плетнёвой в 1957, 1958, 1960-1962, 1966, 1967,  1970, 1972, 1973  гг.  На городище была вскрыта площадь около 1600 м², на селище 1 — 2000 м², на селище 2 — 100 м², на могильнике — более 3000 кв.м.  Всего открыто 20 жилищ (два на городище, 18 — на селище).
Дмитриевская крепость была сооружена на мысу высотой около 50 м, на котором ещё в 1 тысячелетии до н. э., т. е. в эпоху раннего железного века располагалось укреплённое поселение. В VIII веке, во времена расцвета Хазарского каганата, аланами построена крепость из меловых блоков. Толщина стены достигала 4—4,5 м, примерно такой же была и её высота. Крепость — своеобразный феодальный замок — служил убежищем в случае опасности для населения, жившего в прилегающих неукреплённых поселениях.

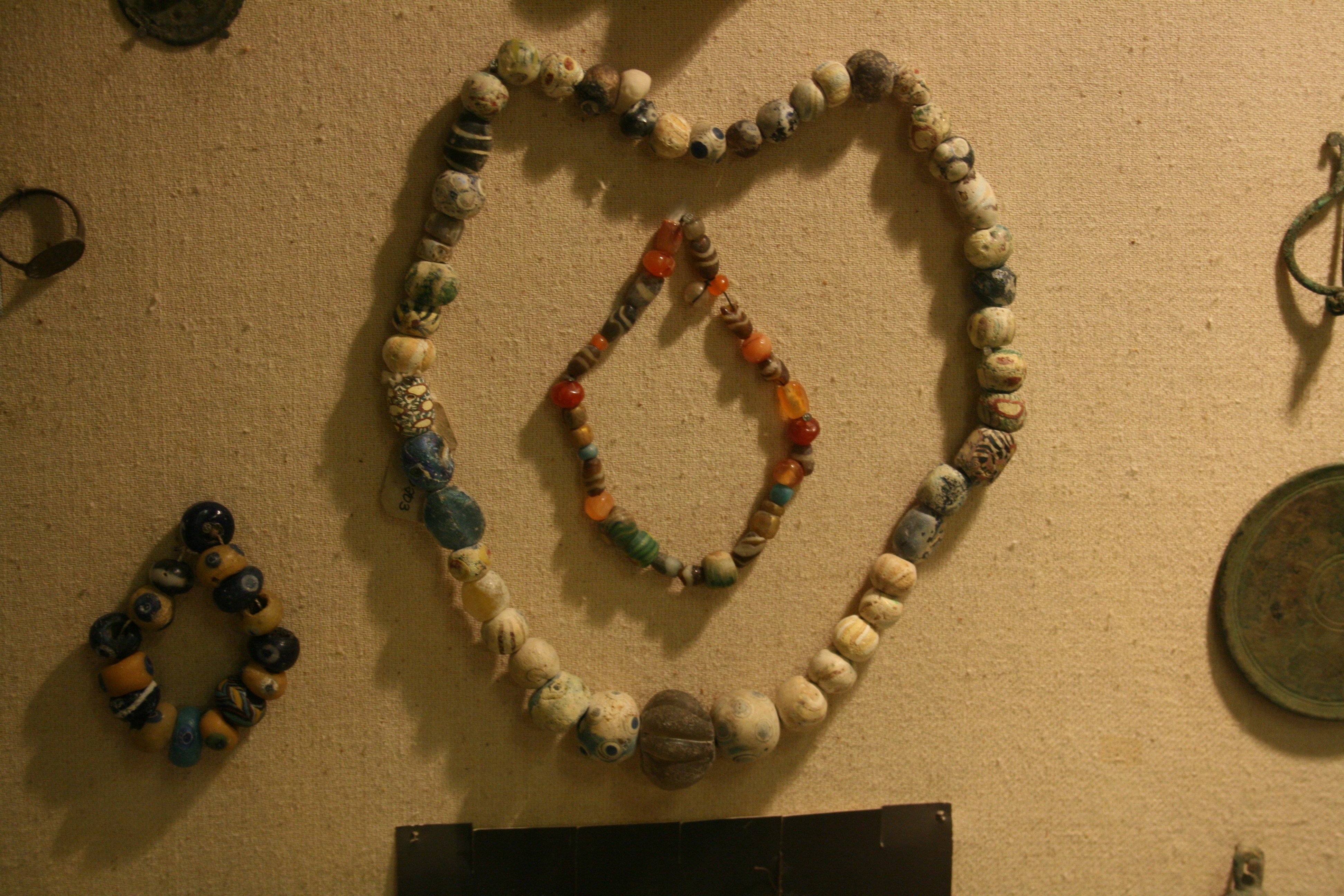
Бусы с Дмитриевского городища. Экспозиция Шебекинского музея

Могильник включает 161 погребение, большинство из них совершено в катакомбах, выкопанных в твёрдом грунте. Встречаются одиночные и коллективные погребения. В них находят различное оружие, посуду, украшения; встречаются так называемые поминальные тризны и жертвоприношения животных в память об умерших здесь людях, некоторые погребения сопровождались ритуальным захоронением лошади, иногда с упряжью. На Дмитриевском могильнике впервые выявлены погребения мужчин-воинов и молодых женщин, уложенных на слой угля, игравшего, по мнению С. А. Плетнёвой, «связующую роль в обряде посмертного венчания».
В начале X века крепость алан была уничтожена при вторжении печенегов.

## Палеогенетика
У представителей салтово-маяцкой культуры из катакомбных некрополей Дмитриевский и Верхнесалтовский-IV была обнаружена Y-хромосомная гаплогруппа G2 и митохондриальная гаплогруппа I. У образца DA189 (CGG_2_015028, OS8, 600—1000 гг., покрытие — 1,64) определили Y-хромосомную гаплогруппу R1b1a1a2-M269 и митохондриальную гаплогруппу J1b4. У образца DA190 из Дмитриевского могильника (Кат.171-п.1, 733 г.) определена митохондриальная гаплогруппа U1a1c1 и Y-хромосомная гаплогруппа G2a1a1-Z6653>G2a-FT61413.

## Погребальный обряд
Мужчин хоронили вытянутыми на спине, а женщин — на боку, скорченными. В качестве ритуальной пищи предпочитали конину и орехи, в могилу клали много сосудов. Среди дмитриевских алан было немало представителей высшей страты, которые в загробный мир уносили сабли, луки и стрелы.

## Жилища
Типичная постройка на комплексе — это прямоугольное бескоридорное жилище, углубленное в материковое основание на 0,8 м, площадью около 9 м², с открытым очагом в центре жилища, с обработанным полом. Наибольшее количество построек опорно-столбовой и дощато-плаховой конструкций. В одной из построек обнаружено устройство, определённое как тандыр. Преобладают постройки площадью до 11,6 м².

## Современность
Сегодня Дмитриевское городище — объект историко-культурного наследия федерального значения, оно включено в Государственный реестр и находится под защитой закона. На государственную охрану как объект культурного наследия поставлен постановлением Совета Министров РСФСР от 30 августа 1960 года №1327.

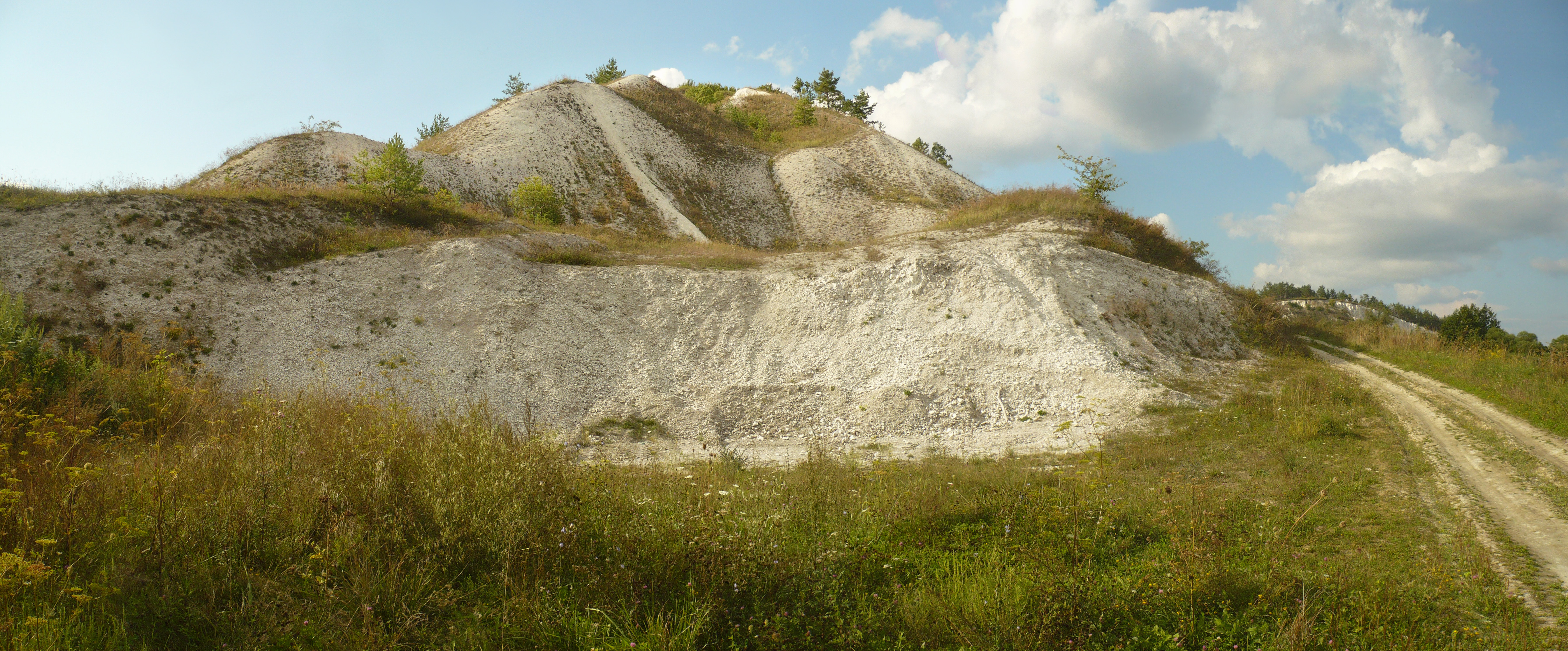
Южный край городища
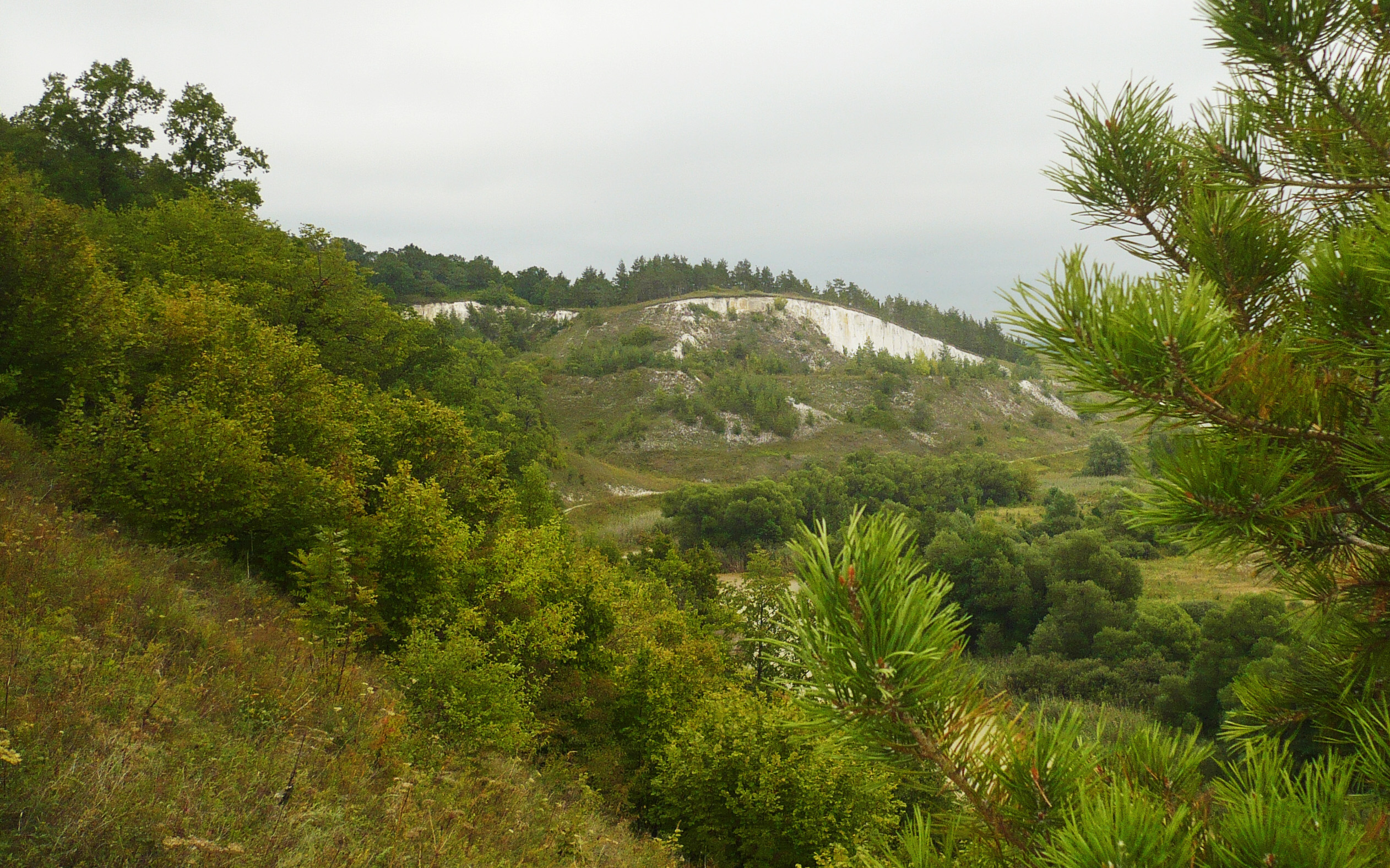
Вид с детинца на посад
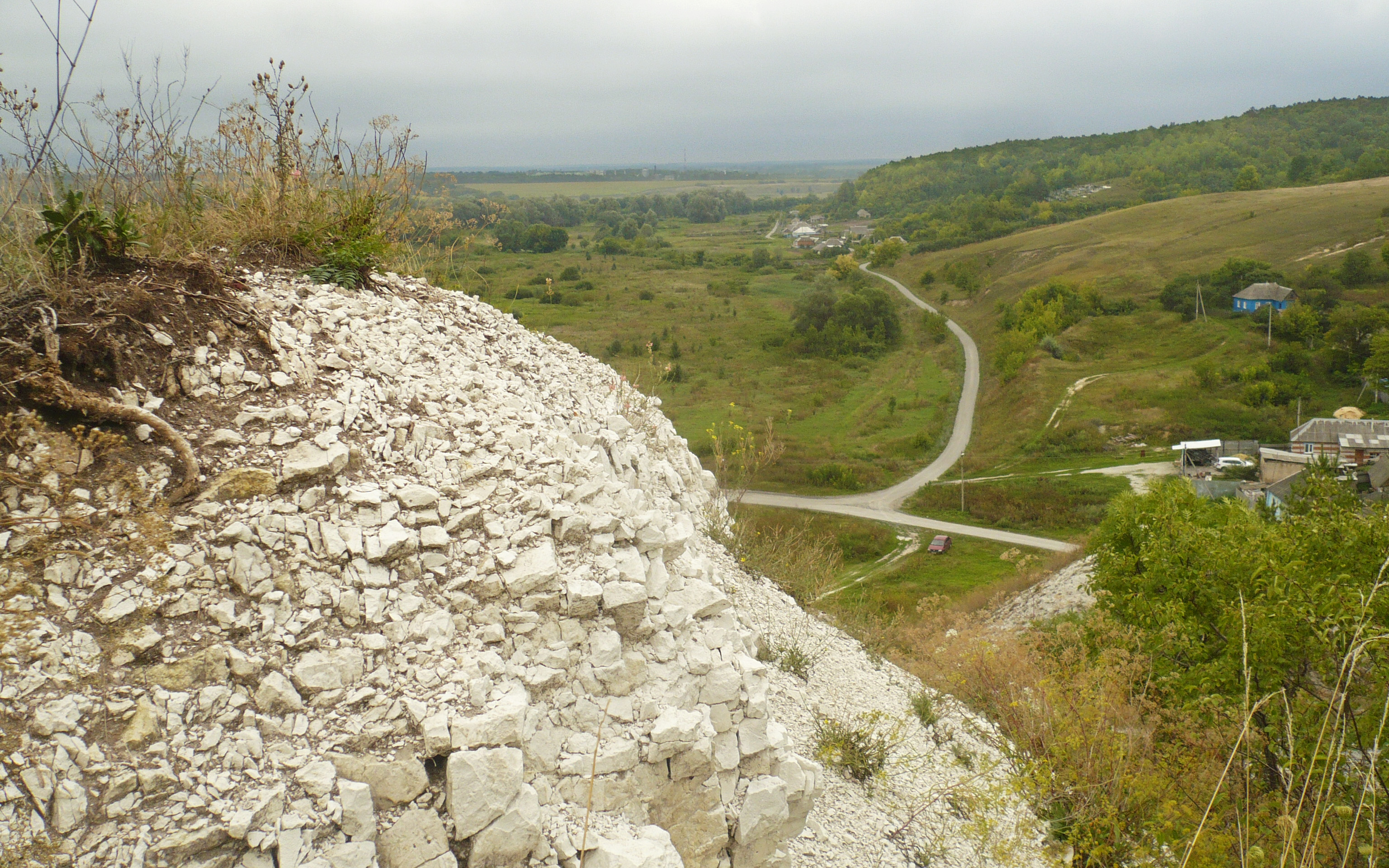
Вид на юг
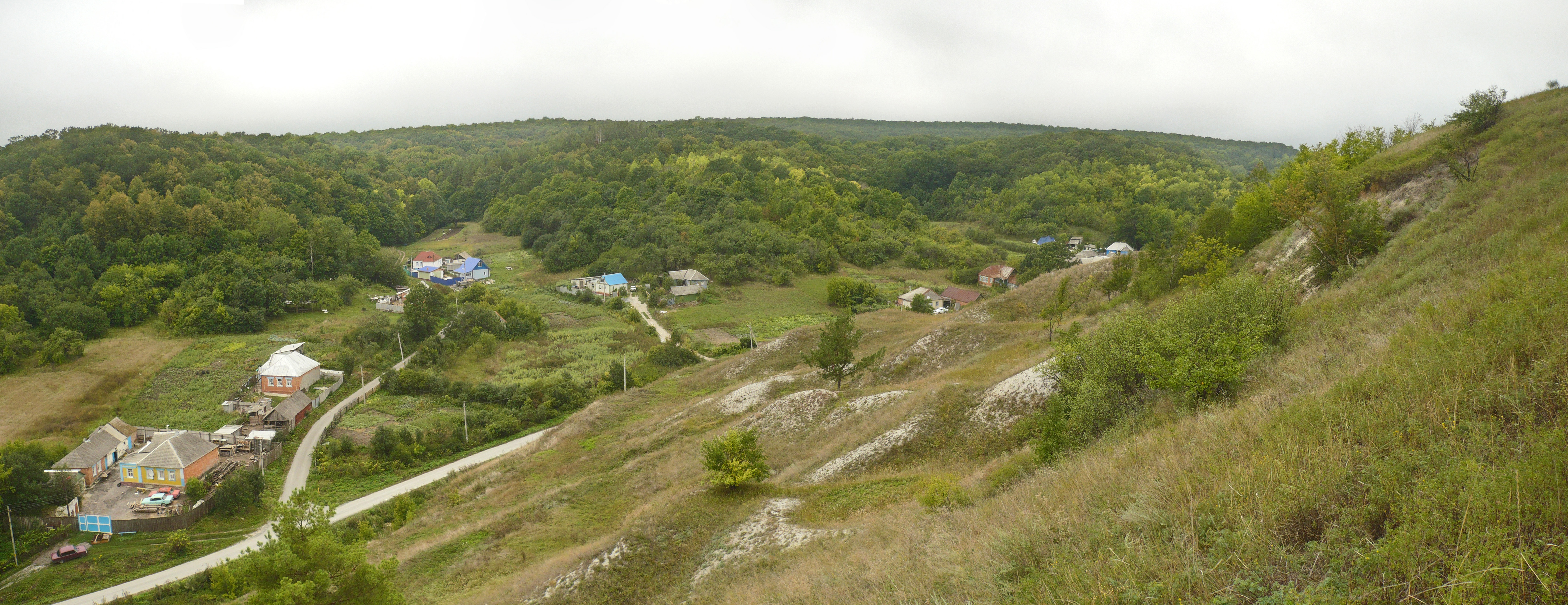
Вид на запад
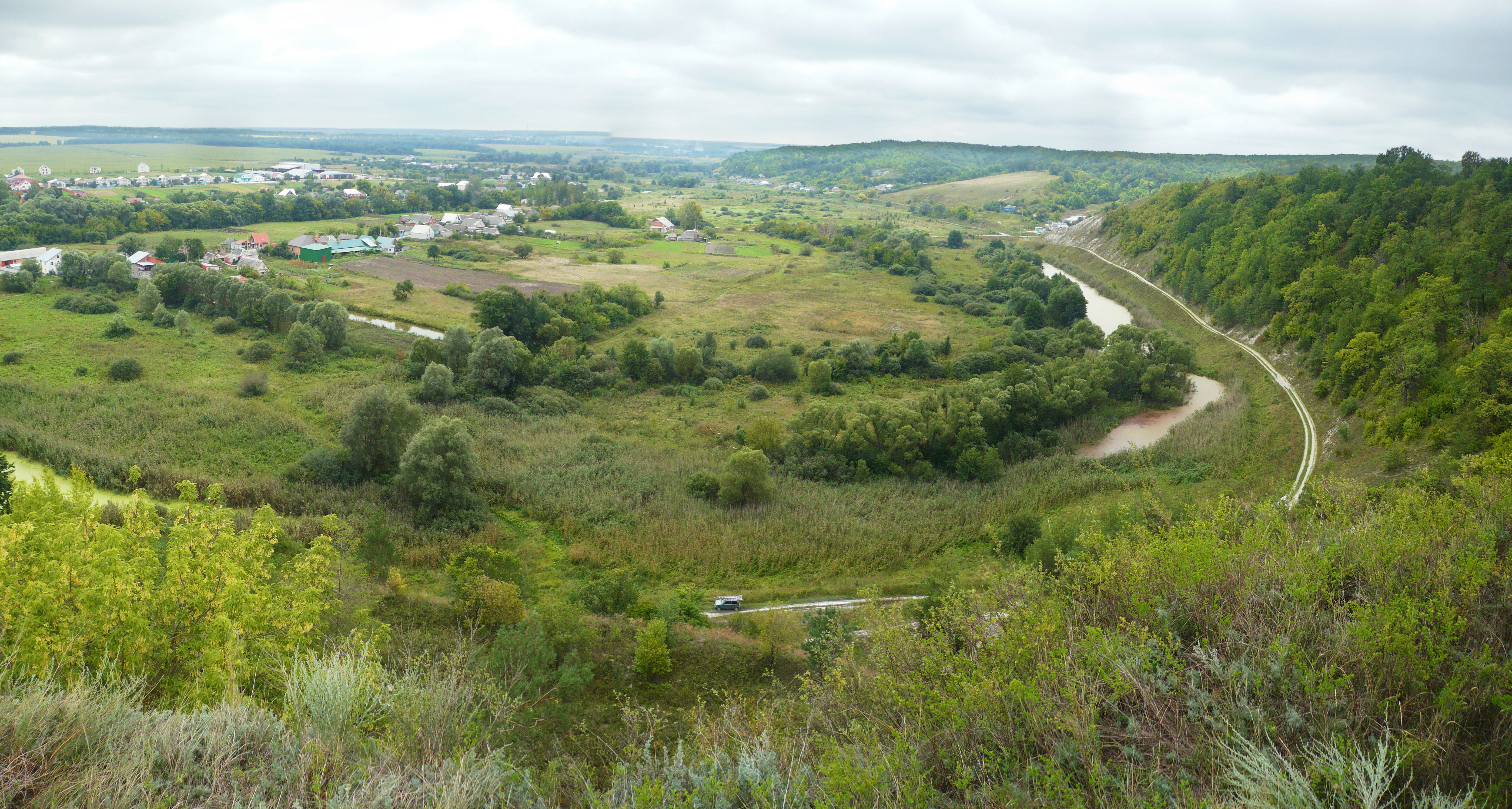
Речная пойма у городища
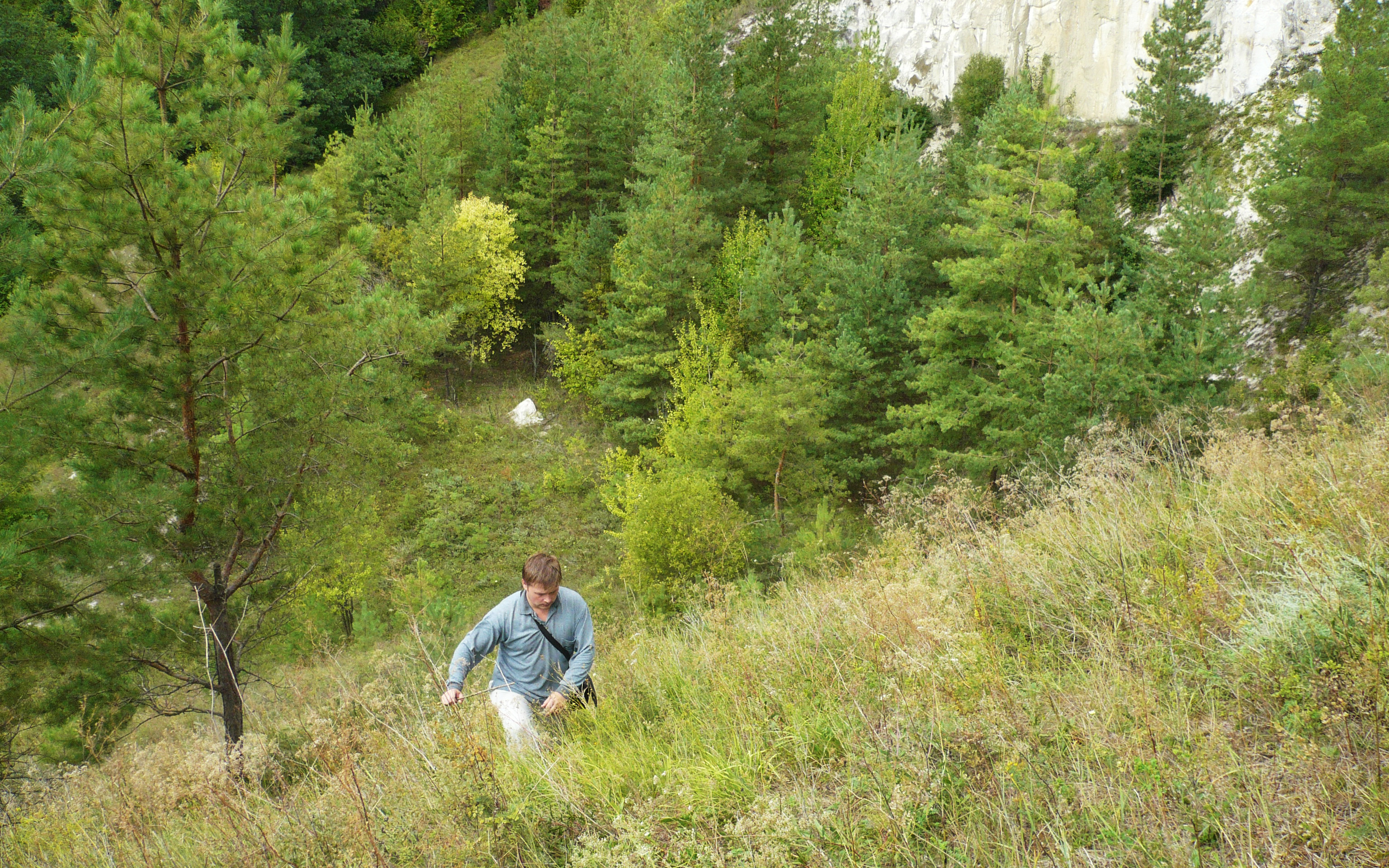
Ров, отделяющий северную часть посада от основного хребта
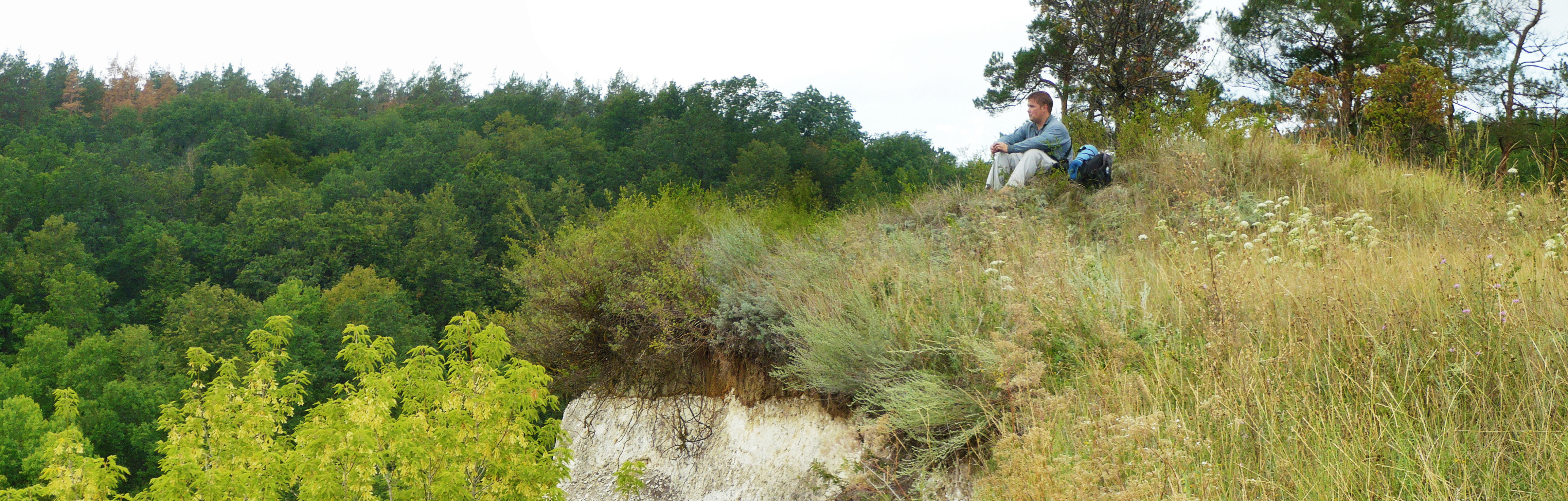
На северной окраине хребта, отделенной от посада рвом
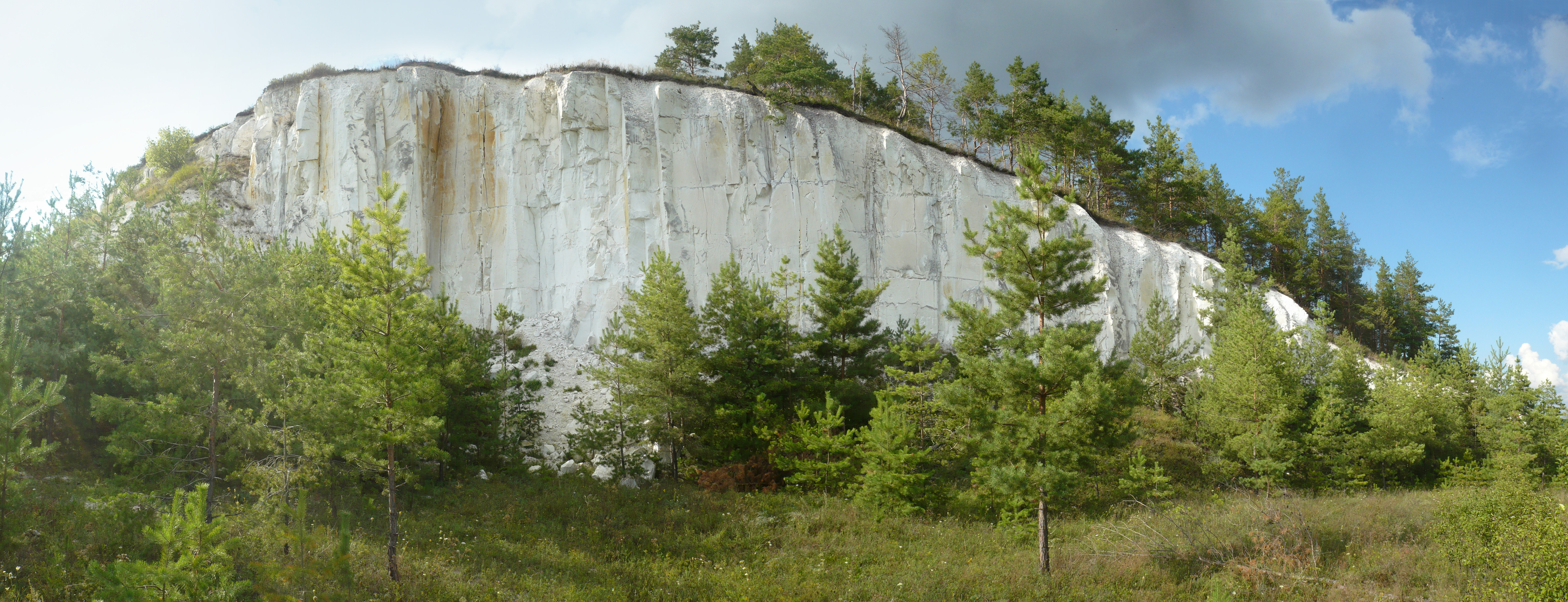
Меловой карьер, уничтоживший часть посада
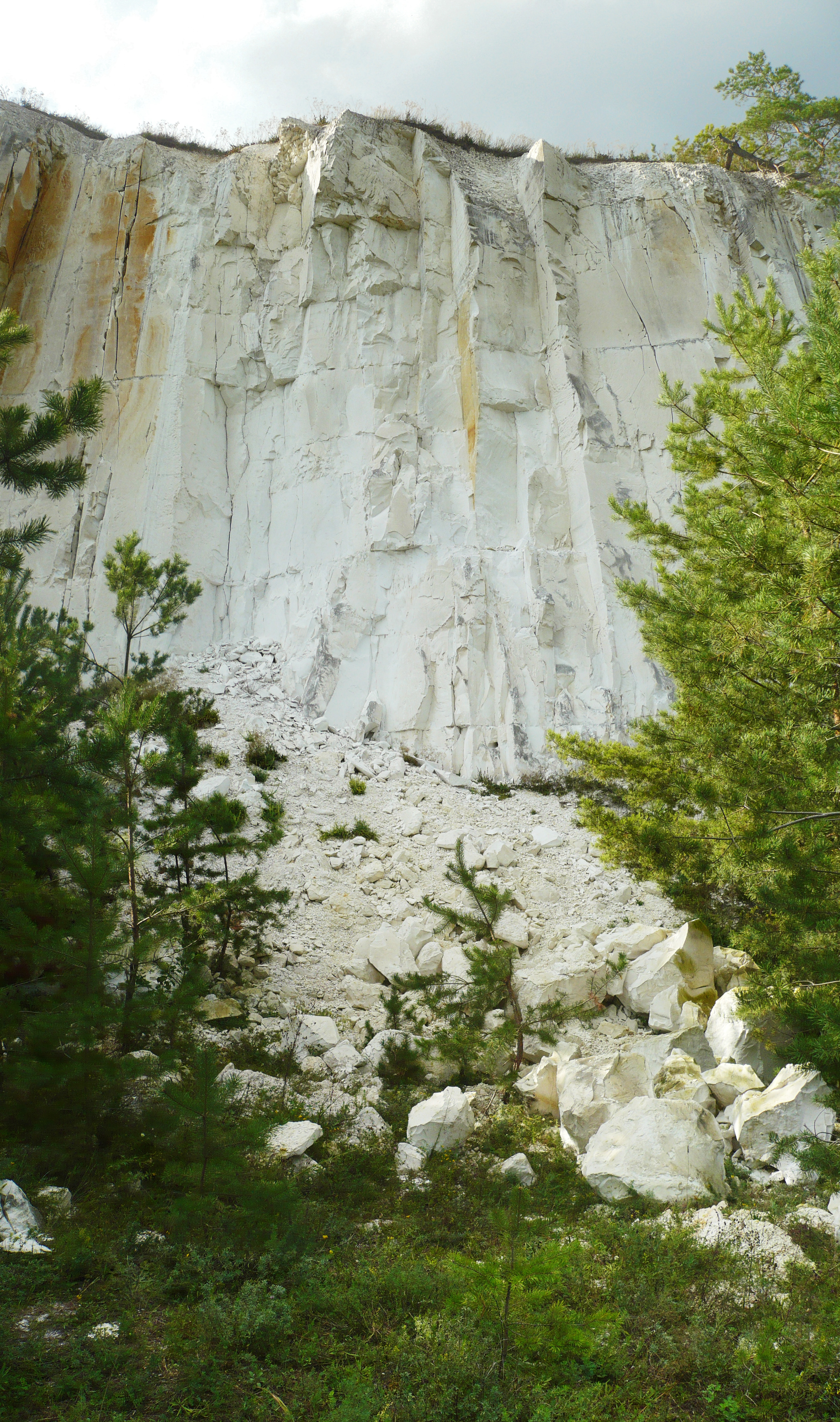
Обрыв карьера
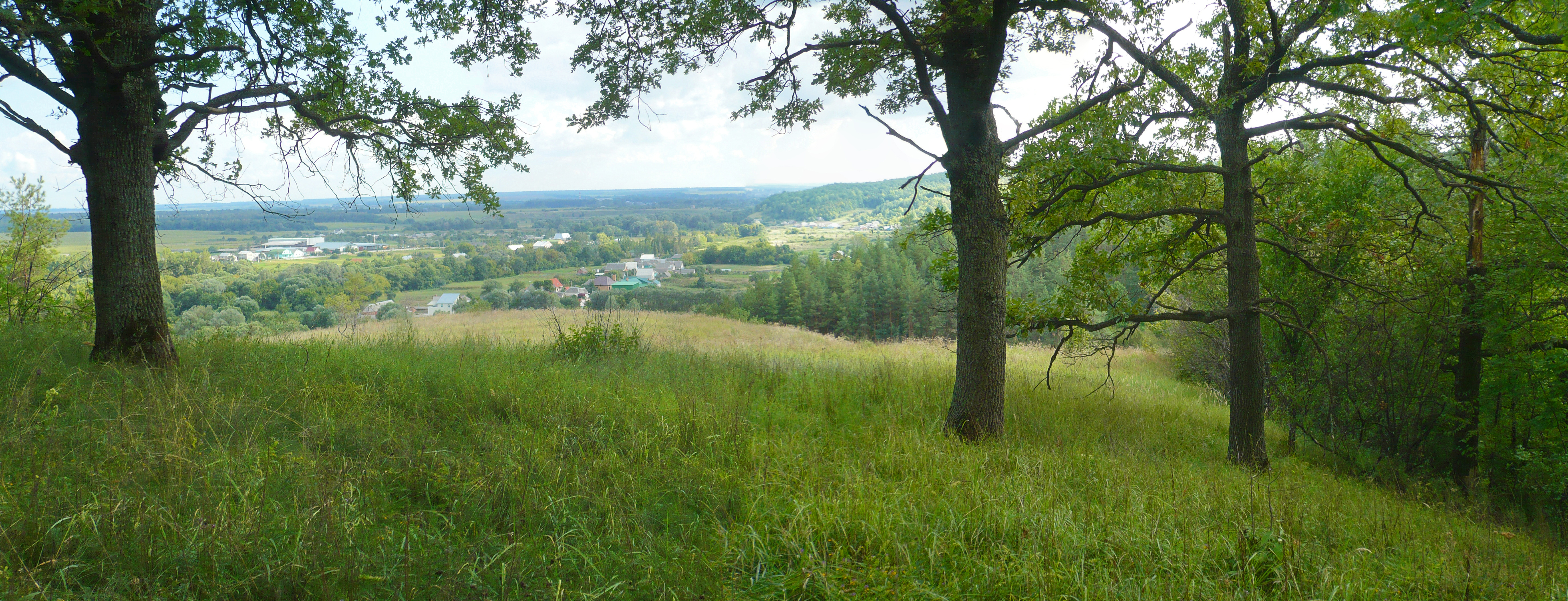
Северная часть посада